# Улица Техника (Таллин)
У́лица Те́хника (эст. Tehnika tänav — Техническая улица) — улица в районах Кесклинн и Пыхья-Таллинн города Таллина, столицы Эстонии.

## География
Проходит через микрорайоны Веэренни, Кассисаба и Кельмикюла. Начинается от бульвара Тоомпуйестеэ, пересекает Палдиское шоссе и улицы Амандуса Адамсона, Висмари, Эндла, Луйзе, Вяйке-Амеэрика, Видевику, Вирмализе, Вана-Лыуна, Пилле, Веэренни. На границе микрорайонов Уус-Мааильм и Веэренни проходит под виадуком Пярнуского шоссе. После перекрёстка с улицей Фильтри переходит в Петербургское шоссе.
Параллельно улице на всём её протяжении идёт железная дорога Таллин—Нарва. У перекрёстка улиц Техника и Вирмализе расположен парк Койду.
Протяжённость улицы — 4492 м.
Отрезок улицы Техника от улицы Фильтри до улицы Веэренни также часто называют улицей Фильтри:  Google Maps.

## История
Название Техническая улица получила в 1907 году (нем. Technische Straße).
В годы немецкой оккупации называлась Technischestraße.

## Учреждения и организации
- Таллинская Европейская школа (Tallinna Euroopa Kool, англ. Tallinn European School — TES), Tehnika tänav 18.
Частная аккредитованная европейская общеобразовательная школа, основана в 2013 году. Предлагает многокультурное и многоязычное образование в соответствии с учебными планами европейских школ; по окончании обучения учащиеся получают диплом европейского бакалавриата[5].
- Детский сад «Кельмикюла», Tehnika tänav 23.

У перекрёстка с улицей Вана-Лыуна расположено трамвайное депо (Vana-Lõuna tänav 89).
- Улица Техника
- Дом 18, Таллинская Европейская школа
- Дома 18А и 18, Церковь пятидесятников и Таллинская Европейская школа
- Перекрёсток с улицей Роху
- Дом 22 (слева)
- Дома 26 (слева, 1961 г.) и 24 (1939 г.)
- Перед виадуком Пярнуского шоссе
- После виадука Пярнуского шоссе
- Перед перекрёстком с улицей Веэренни
- Круговой перекрёсток с улицей Веэренни

## Общественный транспорт
По короткому отрезку в начале улицы, до перекрёстка с Палдиским шоссе, проходят маршруты троллейбусов № 1, 4, 5 и автобусов 8, 22, 40, 41, 41В, 59 и 66. От перекрёстка с улицей Эндла до улицы Вана-Лыуна курсирует городской автобус 32-го маршрута. От улицы Вана-Лыуна до кругового перекрёстка с Вееренни курсируют автобусы маршрутов 3, 28, 39 и 73. От улицы Вееренни до военного кладбища курсирует автобус маршрута 16. Рядом с перекрёстком улиц Техника и Вяйке-Амеэрика расположена остановка электропоездов фирмы Elron «Lilleküla», у перекрёстка с улицей Планеэди — остановка «Kitseküla».

## Памятники культуры
- Дом 7: характерный образец жилой архитектуры конца 19-го — начала 20-го столетий, один из интереснейших деревянных домов Таллина в этом районе. Был построен в два этапа: спроектированный в 1903 году Н. Херасковым дом сильно пострадал в пожаре в феврале 1930 года, восстановлен в последующие месяцы по проекту Kарла Трумана-Тарваса[7].
- Дом 12: спроектирован в 1910–1911 годах инженером Антоном Уэссоном (Anton Uesson). Характерный для жилой архитектуры предвоенного времени и конечного периода царского времени деревянный дом в югендстиле с большими квартирами, один из самых примечательных в данном районе. Относится к единому ансамблю с расположенным рядом домом 14[8].
- Дом 14: построен в 1911 году, один из образцов творчества инженера Антона Уэссона. Владелец грунта П. Васильев разрешил построить одновременно два идентичных жилых дома. В 1914 году деревянная обшивка была заменена на штукатурное покрытие, капитальный ремонт в здании был проведён в 1960-х годах[9].
- Дом 16: четырёхэтажный жилой дом для служащих железной дороги построен в 1923–1924 годах про проекту архитектора Карла Бурмана-старшего. По сравнению с ранними творениями Бурмана внешний вид здания более рациональный и строгий. У дома вальмовая крыша, расчленённая эркерами разной формы. Декор фасадов минималистичен, оконные рамы имеют плотное расчленение. В L-образном здании изначально были 23 квартиры разной площади (от одной до пяти комнат) с удобствами[10].
- Дом 17: спроектирован в 1929 году Карлом Труманом-Тарвасом, мансардный этаж здания перестроен в жилые помещения в 1931 году. Хорошо сохранившийся образец деревянного дома эстонского времени с большими квартирами. Составляет целостный ансамбль с расположенными рядом домами 19 и 21[11].
- Дом 18: главный корпус и малый учебный корпус построены в 1895 году для нужд Таллинской железнодорожной школы, в 1900 году пристроены мастерские (в настоящее время спортзал). В 1917–1938 годах в здании работали различные школы и профшколы, Эстонское управление железной дороги, Таллинский французский лицей. В 1939 году в здании начала работу Таллинская железнодорожная профшкола, в 1944 году реорганизованная в Железнодорожную школу № 1, которая подчинялась Управлению трудовых резервов Эстонской ССР. Здание горело в 1969 году. До 2016 года здесь работал Таллинский техникум железнодорожного транспорта[12].
  - Узкоколейный паровоз Кч4-100: изготовлен в 1949 году в Чехословакии, на заводе «Шкода»[13].
- Дом 19: построен в 1929 году, мансардный этаж возведён в 1931 году. Образец жилой архитектуры 1920-х годов в пригороде Таллина, спроектирован Карлом Труманом-Тарвасом[14].
- Дом 127: построен в 1936 году как доходный дом с квартирами на первом и втором этажах и деловыми помещениями в цокольном этаже. Примечательный образец типового таллинского дома с чертами югендстиля. Несколько перестроен в 1950-х годах, в 1970-х годах одна из квартир подвального этажа была перестроена в сауну, в 1993 году остальные квартиры подвального этажа были перестроены в конторские помещения, в 2000 году к зданию был пристроен мансардный этаж[15].
- Военное кладбище Таллина[16] и место погребения погибших во Второй мировой войне[17], Tehnika tänav 173.
  - Памятник кавалерам Креста Свободы[18];
  - памятник руководителям Эстонской освободительной войны[19];
  - место погребения советских воинов, погибших во Второй мировой войне, и Бронзовый солдат[20];
  - памятник и место погребения погибших 1 июля 1941 года членов экипажа советской подводной лодки M-81[21].

- Памятники культуры на улице Техника
- Дом 7 в 2012 году
- Дом 14
- Дом 16 в 2012 году
- Дом 17 в 2012 году
- Корпус бывшего Таллинского техникума железнодорожного транспорта
- Узкоколейный паровоз во дворе бывшего техникума
- Дом 19 в 2012 году
- Дом 127 в 2011 году
- Военное кладбище
- Памятник кавалерам Креста Свободы